# Polycyrtus areolatus
Polycyrtus areolatus là một loài tò vò trong họ Ichneumonidae.